# Postkrieg

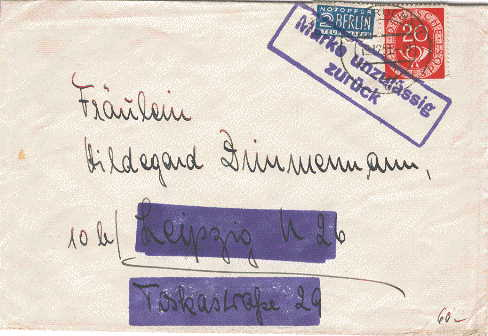
Beispiel eines Postkriegbeleges von 1951: Die Notopfermarke – damals auf Sendungen in die BRD vorgeschrieben – wurde in der DDR beanstandet, wenn sie auf einer Postsendung entdeckt wurde. In diesem Fall erfolgte die Rücksendung mit entsprechendem Rahmenstempel als Hinweis auf die Art der Beanstandung.

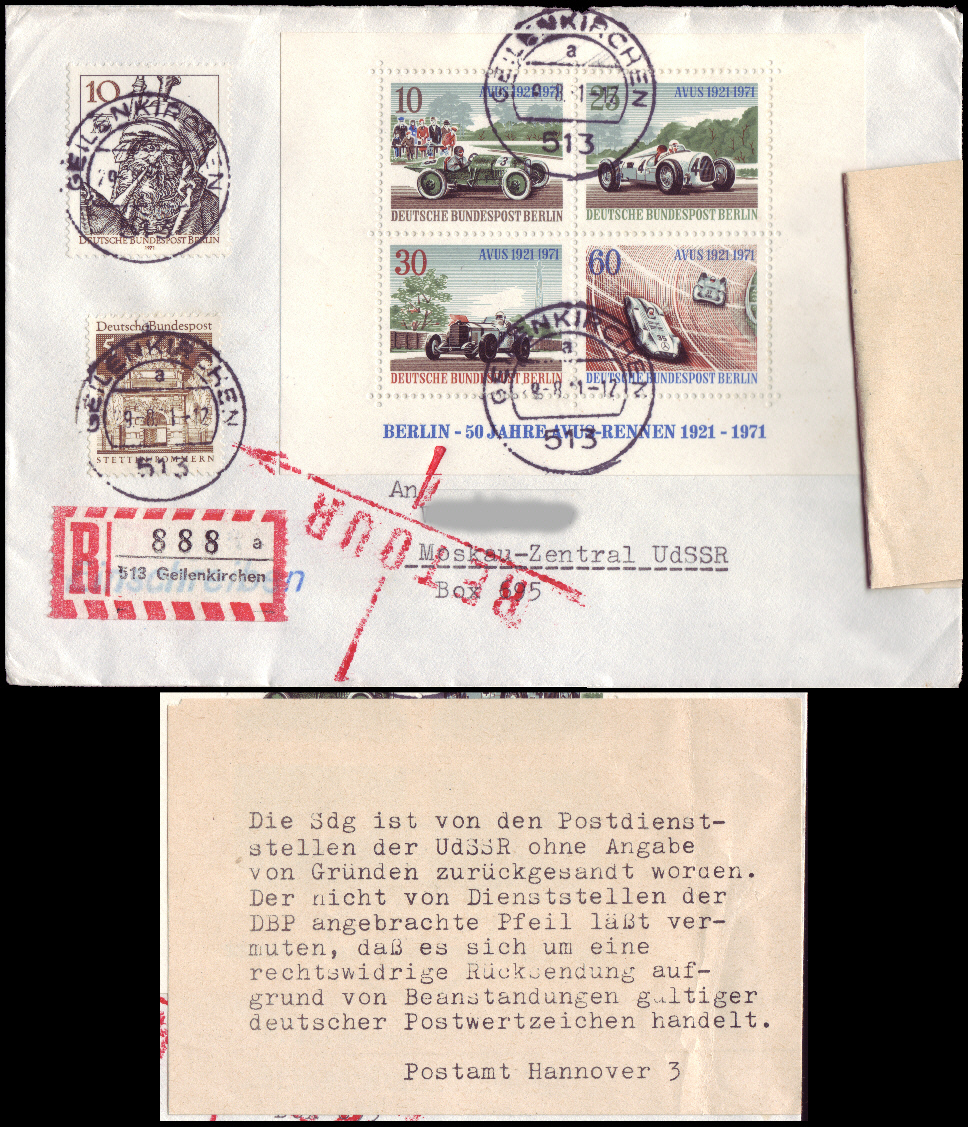
Beispiel eines Postkriegbeleges von 1971: Eine Marke der westdeutschen Bauwerkeserie 5 Pf. Stettin/Pommern auf einem Brief in die UdSSR wurde höchstwahrscheinlich wegen der Darstellung eines Gebäudes im polnischen Stettin (poln. Szczecin), das sich im sowjetisch beeinflussten Ostblock befand, und der Verwendung des deutschen Ortsnamens beanstandet – erkennbar der Retour-Stempel, mit dem der Brief von der sowjetischen Postdienststelle zurückgesandt wurde, und ein aufgeklebter Vermerk der Bundespost mit einer entsprechenden Gegenerklärung.

Als Postkrieg wird die Nichtakzeptanz von Sendungen durch das Postunternehmen eines Landes aus politischen Gründen bezeichnet. Hier ist entscheidend, dass Marken und Stempel oder andere offizielle postalische Merkmale auf der Sendung Grund der Beanstandung sind. Postämter des Empfängerlandes reagieren unterschiedlich auf beanstandeten Postsendungen beispielsweise durch Schwärzung der postalischen Merkmale, Forderung einer Nachgebühr oder Rücksendung des Poststücks.

## Weltweite Postkriege
In der Geschichte der Post gibt es Postkriege mindestens seit 1870, sie sind also nicht nur ein Teil des Kalten Krieges. Dabei gibt es Postkriegsszenarien auf der ganzen Welt, viele Länder waren „Opfer“ oder „Auslöser“ von Postkriegen. Der letzte bekannte Postkrieg dauerte von 2000 bis mindestens 2011 zwischen Mazedonien und Griechenland.

## Geschichte des Postkrieges
Hier eine chronologische Zusammenstellung bekannter Postkriege. Die Liste ist unvollständig.
- 1870/72 Postkrieg zwischen Elsass-Lothringen als Teil des Deutschen Reiches und Frankreich. Die Besatzungs- und später Brustschildmarken wurden in Frankreich nicht als frankaturgültig anerkannt und mit Nachgebühr belegt. Im Gegenzug wurden französische Marken in Elsass-Lothringen nicht anerkannt und ebenfalls mit Nachgebühr belegt.
- 1914 Postkrieg zwischen den USA und Mexiko. Die Besetzung von Veracruz durch die USA hatte postalische Folgen. Mexiko akzeptierte Sendungen aus Veracruz mit US-Marken nicht und belegte diese mit Nachgebühr. Daraufhin erlaubten die USA auch mexikanische Marken auf Sendungen des besetzten Veracruz nach Mexiko. Diese Sendungen wurden von Mexiko unbeanstandet transportiert.
- 1924–35 Postkrieg zwischen der Mongolischen Volksrepublik und China. China erkannte die Unabhängigkeit der Äußeren Mongolei nicht an. Alle Marken der Mongolischen Volksrepublik wurden während dieses Zeitraums von China mit Nachgebühr belegt.
- 1933–39 Postkrieg zwischen Ungarn und der ČSR. Beanstandet wurden von tschechoslowakischer Seite zwei Flugpostmarken Ungarns. Die entsprechenden Sendungen gingen mit handschriftlichem Vermerk oder mit Aufkleber versehen zurück. Im Gegenzug wurden durch Ungarn bestimmte tschechoslowakische Marken beanstandet und Sendungen mit handschriftlichem Vermerk zurückgesandt.
- 1934–37 Postkrieg zwischen Mandschukuo und China. China schwärzte Stempel mit Landesnamen und Jahreszahlangaben des japanischen Marionettenstaates.
- 1940–45 Postkrieg wegen Propagandastempeln zwischen Deutschem Reich und Alliierten auf Internierten- und Kriegsgefangenenpost[1]
- 1948/49 Berliner Postkrieg – West-Berlin und die Sowjetische Besatzungszone (SBZ) lieferten sich im Rahmen der Währungsreform in West- und Ostdeutschland einen Postkrieg. Dabei verweigerte die SBZ die Anerkennung der West-Berliner Marken, später reagierte auch die West-Berliner Post und erkannte die SBZ-Marken nicht mehr an. Im Wesentlichen kam es zu Zurücksendungen und Nachgebührenerhebungen.
- 1949–56 Postkrieg wegen der Marke Notopfer Berlin zwischen der Bizone/Französische Zone/Bundesrepublik Deutschland und der SBZ/DDR. Auf Sendungen in die SBZ/DDR, nach Berlin und ins Ausland musste die Marke nicht verklebt werden. In der SBZ/DDR wurde die Marke wegen ihres Bezuges zu Berlin abgelehnt und, wenn angetroffen, beanstandet. Es kam zu Zurückweisungen (siehe Bild) und Schwärzungen.
- 1959/60 Postkrieg wegen der Marken und Stempel Weltflüchtlingsjahr. Ca. 70 Postverwaltungen verausgabten entsprechende Marken. Viele dieser Marken und entsprechende Stempel wurden von Polen, der Tschechoslowakei, Rumänien und der UdSSR unter Unkenntlichmachung oder Zurücksendung beanstandet.

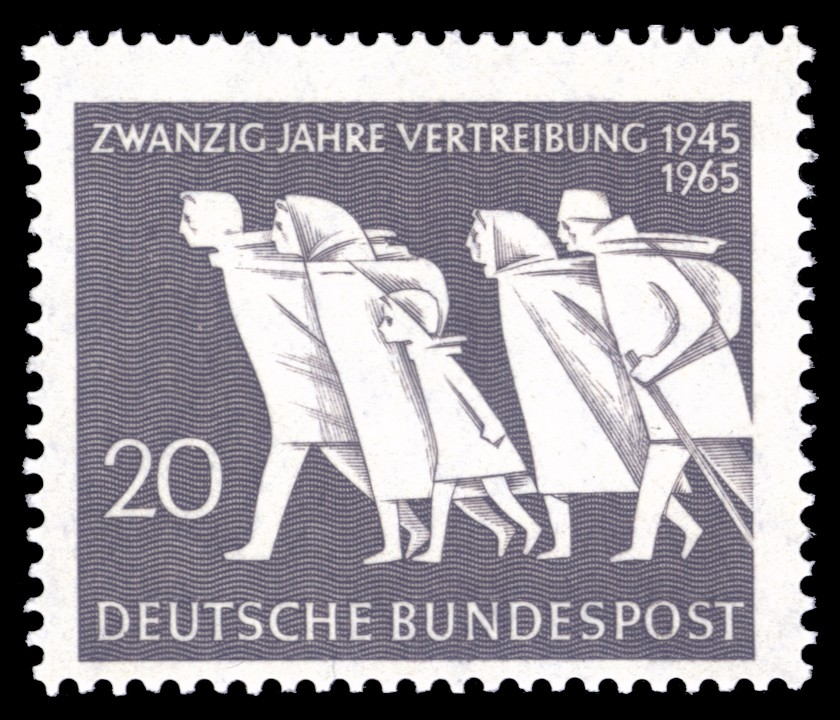
Briefmarke von 1965: 20 Jahre Vertreibung

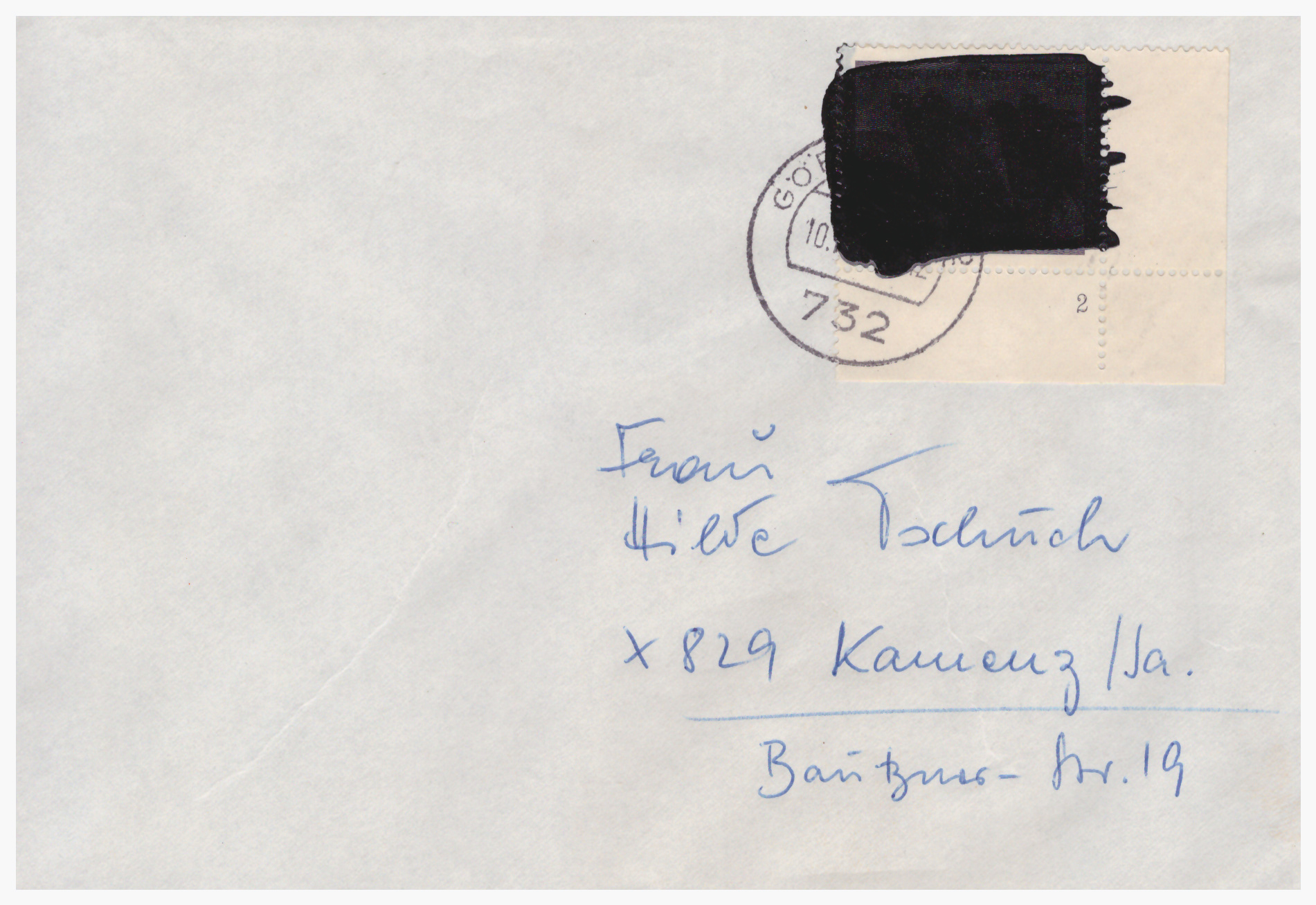
Von der DDR geschwärzte Briefmarke 20 Jahre Vertreibung, 1965

- 1965–72 Postkrieg zwischen der Bundesrepublik und den Ostblockstaaten. Die Marke 20 Jahre Vertreibung der Bundespost wurde in den Ostblockländern als „revanchistisch“ abgelehnt und, wenn auf Sendungen angetroffen, „behandelt“. Die DDR nutzte dabei verschiedenste farbliche Übermalungen. Auch Polen, die ČSSR, die UdSSR, Rumänien, Bulgarien, Ungarn, China, Nordkorea und die Mongolei „behandelten“ die Marke. Ähnliches geschah ab 1966 mit einzelnen Marken der westdeutschen Serie Deutsche Bauwerke aus zwölf Jahrhunderten. Betroffen waren Marken, die Bauwerke in der DDR, Polen oder der UdSSR darstellen. Dabei wurden auch die deutschen Ortsnamen verwendet. An der Ablehnung beteiligten sich die DDR, Polen, die ČSSR und die UdSSR. Die Maßnahmen waren im Wesentlichen Retoursendungen (siehe Bild) und Inschriftschwärzungen.[2] Aber auch die 1969 von der Bundespost herausgegebene Marke 50 Jahre deutscher Luftpostverkehr, die eine Junkers JU 52 zeigt, wurde in der Sowjetunion nicht akzeptiert, da Adolf Hitler eine Maschine mit derselben[3] Kennung (D-2201) bei seinen Propagandareisen genutzt hatte.

Gebäude auf dem Gebiet der DDR
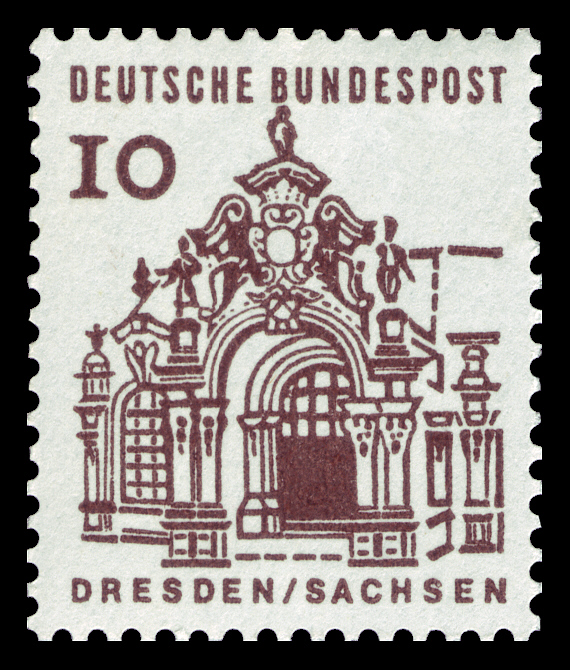
10 Pf. Zwinger in Dresden (1964)
Zwinger in Dresden (1967)
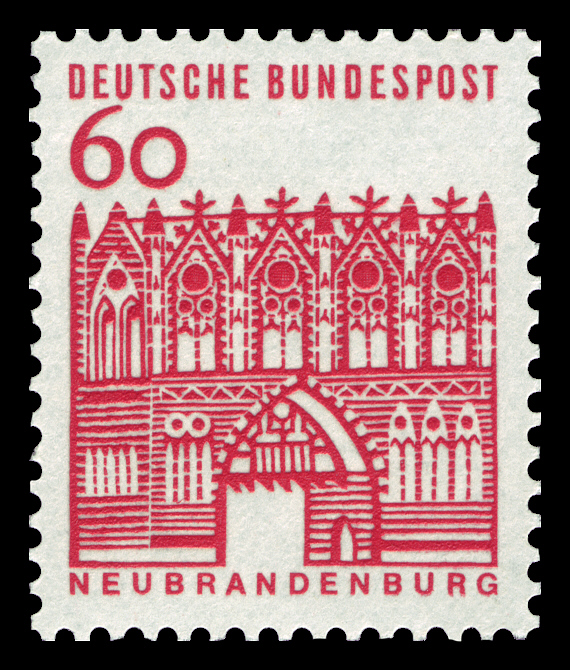
60 Pf. Treptower Tor in Neubrandenburg (1964)
Treptower Tor in Neubrandenburg (1967)

Gebäude auf dem Gebiet Polens
5 Pf. Berliner Tor in Stettin
2 DM Rathaus in Löwenberg

Ehemaliges Gebäude auf dem Gebiet der Sowjetunion
90 Pf. Zschocksches Stift in Königsberg (Preußen)

- 1965–71 Postkrieg zwischen (Süd-)Rhodesien und Großbritannien. Die Unabhängigkeit Rhodesiens wurde von Großbritannien nicht anerkannt und Markenausgaben Rhodesiens zu diesem Anlass in Großbritannien als frankaturungültig erklärt. Auch die ersten Marken Rhodesiens in Dezimalwährung wurden von Großbritannien nicht anerkannt. In beiden Fällen kam es zu Nachgebührerhebungen. Auch andere Länder des Commonwealth wie Indien, Mauritius, Malawi und Sambia schlossen sich dieser Maßnahme an.
- 1967–72 Postkrieg zwischen Israel und einigen Ostblockstaaten. Die Marken Israels mit militärischen oder als politisch empfundenen Darstellungen (z. B. Darstellungen von Ost-Jerusalem) wurden in der DDR, der UdSSR und Polen beanstandet. Entsprechende Sendungen gingen mit Stempeln oder Aufklebern versehen zurück.
- 1971 Postkrieg zwischen der Bundesrepublik und der DDR. Ersttagsbriefe der Deutschen Post zu den Marken 13. August 1961–1971 mit dem Aufdruck 10 Jahre antifaschistischer Schutzwall, sowie zu Mahnmal Wiltz und Unbesiegbares Vietnam schickte die Bundespost in die DDR zurück.[4]
- 1985–89 Postkrieg zwischen der Bundesrepublik und Ostblockländern. Die Marken 40 Jahre Heimatvertriebene, 30 Jahre Bundeswehr und Reichstagsgebäude wurden von verschiedenen Ostblockländern nicht akzeptiert und entsprechende Sendungen retourniert. In unterschiedlichem Ausmaß beteiligten sich die DDR, Polen, die ČSSR, Bulgarien, die Mongolei, die UdSSR und Afghanistan. Im gleichen Zeitraum wurde von der Bundesrepublik der DDR-Schmuckumschlag 25 Jahre antifaschistischer Schutzwall unter Zurücksendung abgelehnt.

Betroffene Bundespost-Briefmarken aus den Jahrgängen 1985 und 1986
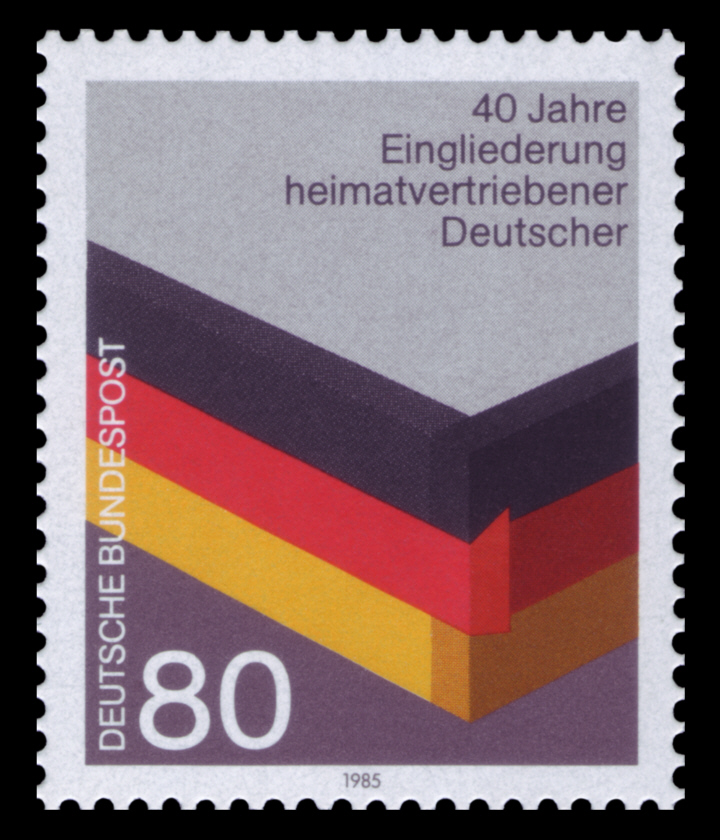
40 Jahre Eingliederung heimatvertriebener Deutscher
Grundgedanken der Demokratie, Gebäude der Geschichte Deutschlands: Reichstagsgebäude in Berlin

- 1989 Postkrieg zwischen Algerien und Frankreich, da Frankreich eine Briefmarke zu Ehren der Harki-Soldaten herausbrachte.[5]
- 1989–92 Postkrieg zwischen China und Taiwan. Ab 1989 (Aufnahme des Postverkehrs) beanstandeten China und Taiwan jeweils die Marken des anderen Landes durch (Teil-)Schwärzungen.
- 1995 Postkrieg zwischen Israel und der Palästinensischen Autonomiebehörde. Die Palästinensische Autonomiebehörde brachte Briefmarken mit der Bezeichnung Palestine statt Palestine Authority (PA) heraus.[5]
- 1999 Postkrieg zwischen Frankreich und dem Libanon. Die französische Marke 40 Jahre diplomatische Beziehungen zwischen Frankreich und Israel wurde auf Post in den Libanon beanstandet. Die französische Post schickte zurückkommende Briefe in einem Ersatzumschlag wieder in den Libanon.
- 2000 bis mindestens 2011 zwischen Mazedonien und Griechenland. Griechenland störte sich am Namen Mazedonien auf den Briefmarken, da es eine gleichnamige Region in Griechenland gibt.[6] Entsprechende Sendungen wurden mit Stempeln abgeschlagen, die Mazedonien als „FYROM“ (= Former Yugoslav Republic of Macedonia) deklarieren.

## Sonstiges

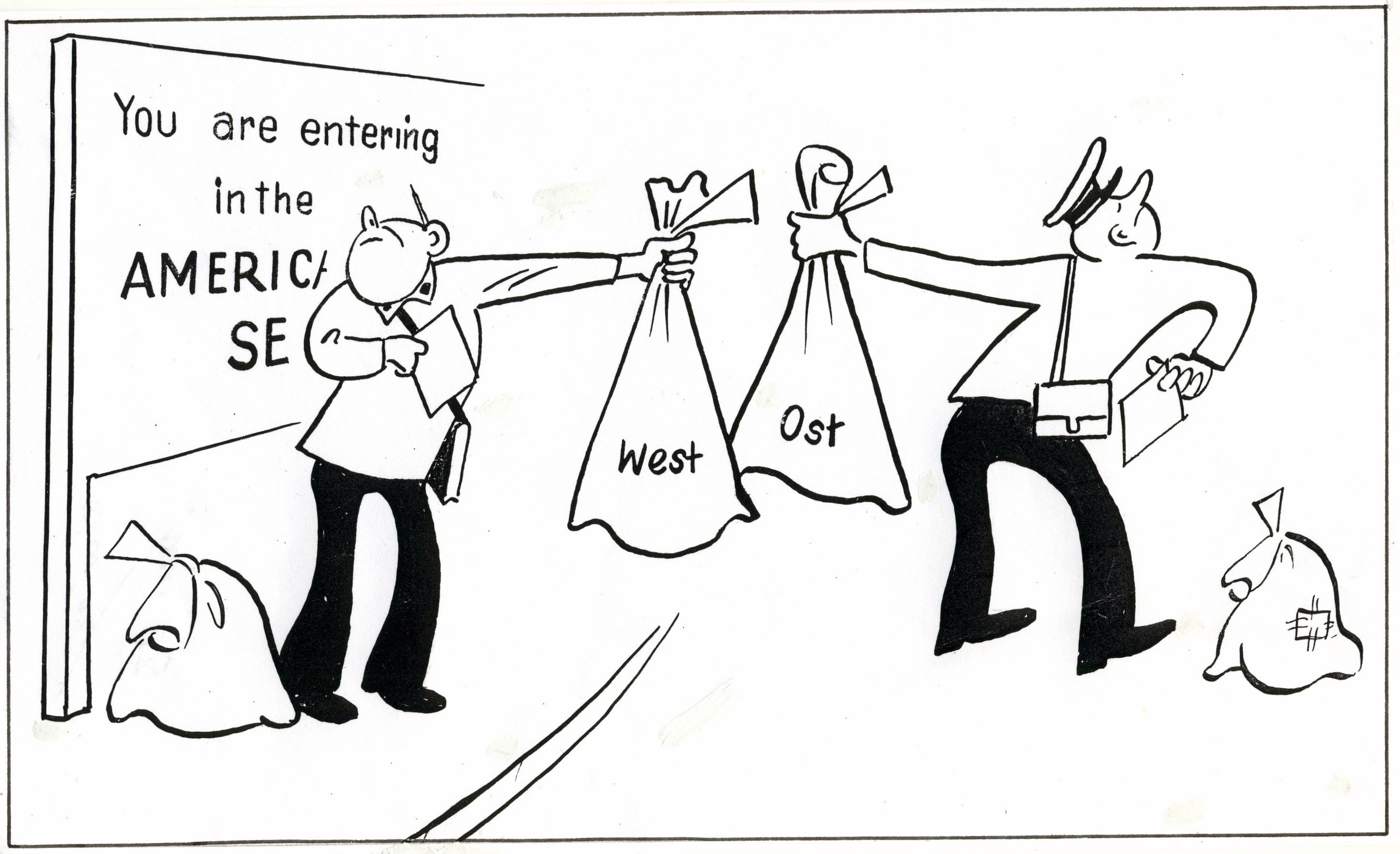
Zeichnung von Walter Fürstenau zum Thema Postkrieg: Postaustausch an der Sektorengrenze 1949.

Während laufender Postkriege kommt es vor, dass größere Mengen von (aus Sicht des Empfängerlandes) zu beanstandenden Sendungen dorthin geschickt werden, um entsprechend markierte Poststücke, z. B. für Sammlerzwecke, zu „produzieren“.